# Czarny Orzeł
Czarny Orzeł (ros. Чёрный Орёл, Cziornyj Orioł) – prototyp rosyjskiego czołgu podstawowego opracowanego pod koniec lat 90. XX wieku w Biurze Konstrukcyjnym Przemysłu Maszyn Transportowych (ros. KTMB – Конструкторское бюро транспортного машиностроения) w Omsku, a po bankructwie zakładów rozwój projektu podjęły zakłady Uralwagonzawod w Niżnym Tagile.

## Historia
Czołg ten został zaprezentowany po raz pierwszy na wystawie w Omsku we wrześniu 1997 roku. Wyglądał na zwykły kadłub T-80 z zamontowaną bardzo dużą wieżą i działem przykrytymi pod siatką maskującą i płótnem. Wieża ta okazała się później być tylko makietą.
Wczesny prototyp pokazano na wystawie broni na Syberii. Wóz miał wydłużony kadłub z siedmioma parami kół jezdnych zamiast sześciu w T-80, natomiast wieża wciąż była zasłonięta przez siatkę maskującą. Czarny Orzeł lub Objekt 640 został skonstruowany na bazie wydłużonego kadłuba czołgu T-80U mającego dodatkową parę kół jezdnych i opracowaną od podstaw wieżę. Najprawdopodobniej ma bardzo mocny pancerz frontowy i pancerz reaktywny nowej generacji typu Kaktus na kadłubie i wieży. Całkowicie odmienna od dotychczas stosowanej w rosyjskich czołgach jest wieża o kształcie kopuły. Ma okrągłą podstawę z wystającą poza jej obrys prostopadłościenną częścią. Wskazuje to na zarzucenie innego charakterystycznego dla radzieckich i rosyjskich czołgów elementu, czyli karuzelowego automatu ładowania. Według źródeł rosyjskich, zamiast tego w wykuszu, w tylnej części wieży zamontowano oparty na zachodnich rozwiązaniach system automatycznego ładowania. Wykusz ten, zawierający nowy automat i skład amunicji w osobnym przedziale, ma odrzucalne ściany, które w przypadku eksplozji amunicji uwalniają energię wybuchu, kierując ją na zewnątrz czołgu. Chroni to załogę i czołg przed całkowitym zniszczeniem, podobne rozwiązanie zastosowano w amerykańskim M1 Abrams. Sama wieża jest bezzałogowa, wszyscy członkowie załogi znajdują się wewnątrz kadłuba, co zwiększa ich bezpieczeństwo.

Prototyp czołgu Czarny Orzeł z 1999 roku z wyszczególnionymi elementami pojazdu

Prototyp miał standardową rosyjską armatę czołgową kalibru 125 milimetrów, ale wersja finalna ma mieć armatę lub armatowyrzutnię kalibru 152 milimetrów. Dla porównania większość współczesnych czołgów podstawowych na świecie ma armaty kalibru 120 lub 125 milimetrów.
Z powodu swoich rozmiarów maszyna jest prawdopodobnie znacznie cięższa niż T-80 i waży szacunkowo około 50 ton. Powoduje to konieczność zainstalowania mocniejszego silnika. Prototyp napędzany jest przez silnik turbinowy o mocy 1500 KM.